# Heath Slater
Heath Wallace Miller (ur. 15 lipca 1983 w Pineville) – amerykański wrestler i aktor występujący w federacji WWE w brandzie SmackDown pod pseudonimem ringowym Heath Slater. Jest byłym trzykrotnym posiadaczem tytułu WWE Tag Team Championship z Justinem Garbielem, gdzie wspólnie reprezentowali grupy The Nexus i The Corre. Jest również pierwszym posiadaczem WWE SmackDown Tag Team Championship wraz z Rhyno.

## Kariera profesjonalnego wrestlera

### World Wrestling Entertainment/WWE

#### Deep South Wrestling (2006–2007)
W grudniu 2006, Miller podpisał kontrakt rozwojowy z World Wrestling Entertainment i został przypisany do Deep South Wrestling (DSW), w którym spędził rok i nie odniósł żadnego większego sukcesu.

#### Florida Championship Wrestling (2007–2010)

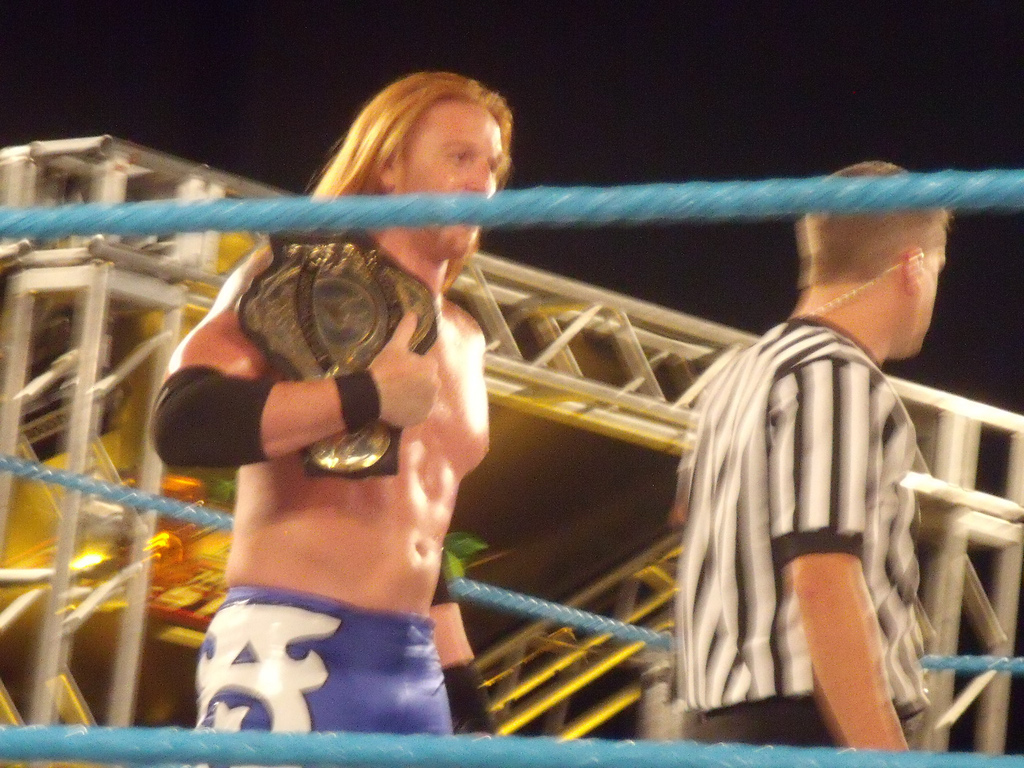
Miller jako FCW Florida Heavyweight Champion (2009)

Kiedy WWE zdecydowało się zerwać współpracę z DSW wiosną 2007, Miller był jedną z ponad dwudziestu wrestlerów, którzy zostali przeniesieni do Florida Championship Wrestling (FCW). W czerwcu pojawiał się jako menadżer Shawna McGratha i występował pod pseudonimem Heath Wallace Miller Esq., jednakże zdecydowano się na kontynuowanie jego solowej kariery i używania prawdziwego imienia i nazwiska.
W 2007, Miller prowadził talk-show pt. The Happy Hour. Podczas jednego z nich, jego gościem był Billy Kidman, którego Miller wielbił w dzieciństwie, lecz podsumował jego karierę jako beznadziejną. Doprowadziło to do rywalizacji i serii walk pomiędzy dwójką. W styczniu 2008, Miller zaczął bronić FCW Southern Heavyweight Championship należącego do Teda DiBiasego Jr., który w międzyczasie odniósł kontuzję. Ostatecznie DiBiase zawiesił tytuł, wskutek czego Miller stał się oficjalnym nowym posiadaczem.
Na gali FCW z 15 lutego 2008, Miller i Steve Lewington przegrali z Johnem Morrisonem i The Mizem o WWE Tag Team Championship. Miller i Lewington dotarli do finałów turnieju wyłaniającego inauguracyjnych posiadaczy FCW Florida Tag Team Championship, lecz 23 lutego przegrali z The Puerto Rican Nightmares (Eddie Colónem i Erikiem Perezem). 11 września wraz z Joe Hennigiem zdobyli owe tytuły. Podczas panowania zmienił pseudonim ringowy na Sebastian Slater. 30 października stracili tytuły na rzecz The New Hart Foundation (Harry’ego Smitha i TJ Wilsona). 13 sierpnia 2009 pokonał Tylera Reksa i zdobył od niego FCW Florida Heavyweight Championship. Slater stracił tytuł na rzecz Justina Gabriela w two-out-of-three falls matchu na nagraniach z 24 września.

#### The Nexus i The Corre (2010–2011)
16 lutego 2010, Miller (używający pseudonimu Heath Slater) został wyznaczony jednym z ośmiu wrestlerów biorących udział w programie NXT jako żółtodziób, gdzie jego mentorem był Christian. Na pierwszym odcinku NXT, Slater zadebiutował jako protagonista i wspólnie z Christianem pokonali Carlito i Michaela Tarvera w tag-team matchu. Dwa tygodnie później pokonał Carlito, wskutek czego stał się pierwszym żółtodziobem NXT pokonującym gwiazdę WWE. 30 marca na odcinku NXT uchronił się od eliminacji, zaś tydzień później wygrał wyzwanie umożliwiające mu pojedynek w walce wieczoru z Kane’em, który przegrał. 20 kwietnia niespodziewanie pokonał Chrisa Jericho. Został wyeliminowany z NXT 25 maja.

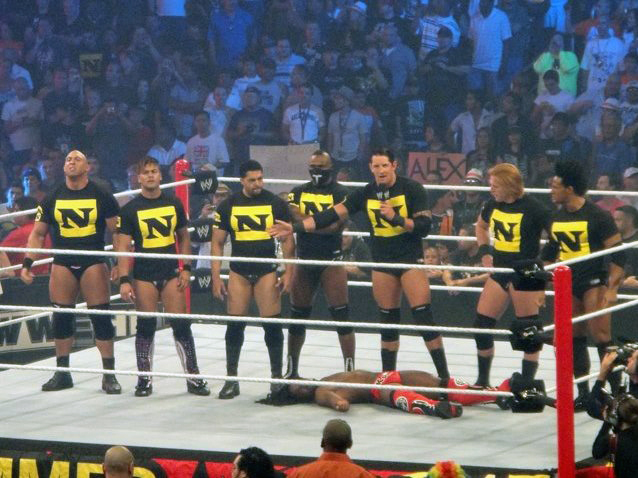
Slater (drugi od prawej) wraz z grupą The Nexus na gali SummerSlam

7 czerwca na odcinku tygodniówki Raw, Slater i reszta uczestników pierwszego sezonu NXT zadebiutowali jako antagoniści interweniując w walce wieczoru pomiędzy Johnem Ceną i CM Punkiem, gdzie zaatakowali obu uczestników, komentatorów Michaela Cole’a i Jerry’ego Lawlera, a nawet konferansjera Justina Robertsa, po czym zdemolowali okolice ringu. 14 czerwca na Raw, frakcja (prócz Daniela Bryana, który został zwolniony z WWE) zaatakowała generalnego menadżera Breta Harta, gdy ten odmówił podpisania z nimi kontraktu. Na gali Fatal 4-Way ponownie zaatakowali Cenę w walce wieczoru o WWE Championship, wskutek czego tytuł zdobył Sheamus. Następnej nocy na Raw, Vince McMahon zwolnil Harta i wyznaczył anonimowego generalnego menadżera, który podpisał kontrakty z siódemką wrestlerów. 28 czerwca potwierdzili nazwę grupy "The Nexus". 12 lipca na Raw, Nexus zawalczyło z Ceną w 6-on-1 handicap matchu, gdzie Justin Gabriel przypiął Cenę i wygrał walkę. Nexus kontynuowało rywalizację z Ceną i rosterem Raw, co doprowadziło do walki eliminacyjnej siedem na siedem na gali SummerSlam. Slater wyeliminował Chrisa Jericho i Edge’a, lecz sam został wyeliminowany przez powracającego Daniela Bryana, zaś ostatecznie walkę wygrała drużyna Ceny.

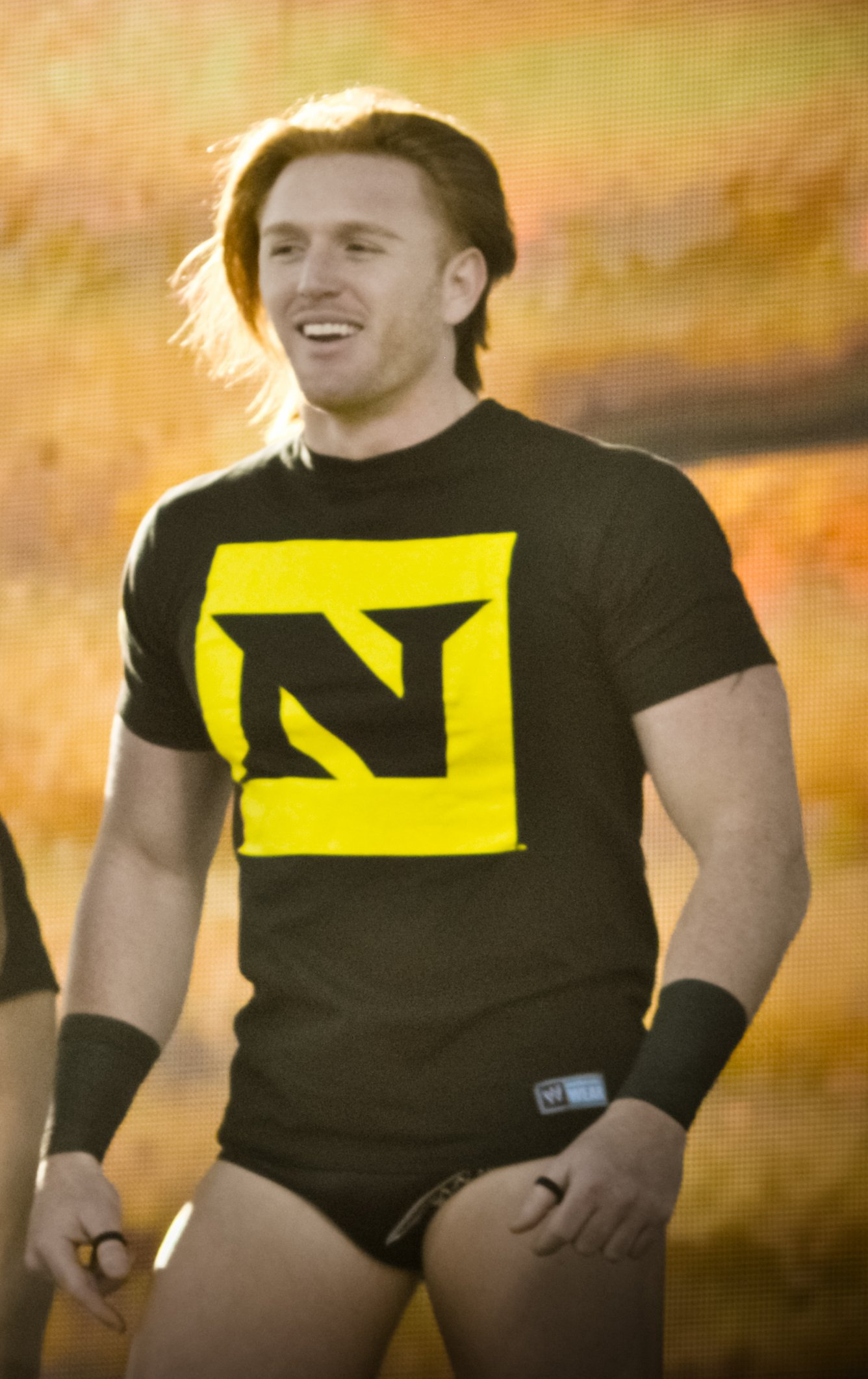
Slater na gali Tribute to the Troops (2010)

W październiku 2010, Cena został zmuszony do dołączenia do Nexusa po przegranej z Wade’em Barrettem na gali Hell in a Cell i Bragging Rights, na której Cena i David Otunga zdobyli WWE Tag Team Championship. 25 października na odcinku Raw, Barrett wyznaczył ich walkę z Gabrielem i Slaterem, gdzie Slater przypiął Otungę i zdobył tytuły. Gabriel i Slater stracili je 6 grudnia na Raw na rzecz Santino Marelli i Vladimira Kozlova. Przegrali w rewanżu na gali TLC: Tables, Ladders & Chairs przez dyskwalifikację, kiedy to zainterweniował członek Nexusa Michael McGillicutty. 10 stycznia 2011 na odcinku tygodniówki Raw, Gabriel i Slater odmówili wzięcia udziału w wyzwaniu potwierdzającym poddaństwo nowemu liderowi Nexusa, CM Punkowi, po czym odeszli z grupy.
Następnego dnia na nagraniach odcinka SmackDown, Gabriel i Slater pomogli byłemu liderowi Wade’owi Barrettowi i Ezekielowi Jacksonowi w ataku na Big Showie. Tydzień później uformowali grupę The Corre, zaś tej samej nocy Slater pomógł Gabrielowi pokonać World Heavyweight Championa Edge’a w non-title matchu. Po pokonaniu Kozlova i Marelli na odcinku SmackDown z 4 lutego, dwa tygodnie później duo zawalczyło o tytuły, lecz przegrało przez dyskwalifikację. Na gali Elimination Chamber pokonali Marellę i Kozlova, tym samym zdobywając tytuły tag-team po raz drugi w karierach. W następnym tygodniu na Raw stracili tytuł na rzecz Ceny i The Miza, lecz stali się trzykrotnymi mistrzami kilka minut później, gdy Barrett wykorzystał klauzulę rewanżową i Miz odwrócił się od Ceny. The Corre przegrało z Big Showem, Kane’em, Marellą i Kofim Kingstonem na WrestleManii XXVII. 19 kwietnia na nagraniach SmackDown stracili tytuły na rzecz Kane’a i Big Showa. 6 maja na SmackDown, Gabriel, Slater i Barrett zaatakowali Jacksona, jednakże Barrett odwrócił się od Gabriela i Slatera podczas walki z Jacksonem i The Usos na edycji SmackDown z 10 czerwca. Na zapleczu po walce, Gabriel i Slater poinformowali Barretta o zakończeniu istnienia grupy The Corre.

#### Rywalizacje z legendami (2011–2012)
Slater i Gabriel rozpoczęli krótką rywalizację z The Usos, podczas której zaczęli sprzeczać się pomiędzy sobą. 15 lipca na odcinku SmackDown, Slater werbalnie zaatakował Gabriela obwiniając go za porażki, lecz tej samej nocy przegrał z Gabrielem. Na gali Money in the Bank z 17 lipca, Slater i Gabriel byli uczestnikami Money in the Bank ladder matchu o kontrakt na walkę o World Heavyweight Championship, lecz walkę wygrał Daniel Bryan. 17 października, WWE zawiesiło Slatera na 30 dni z powodu pierwszego złamania przepisów antydopingowych federacji.

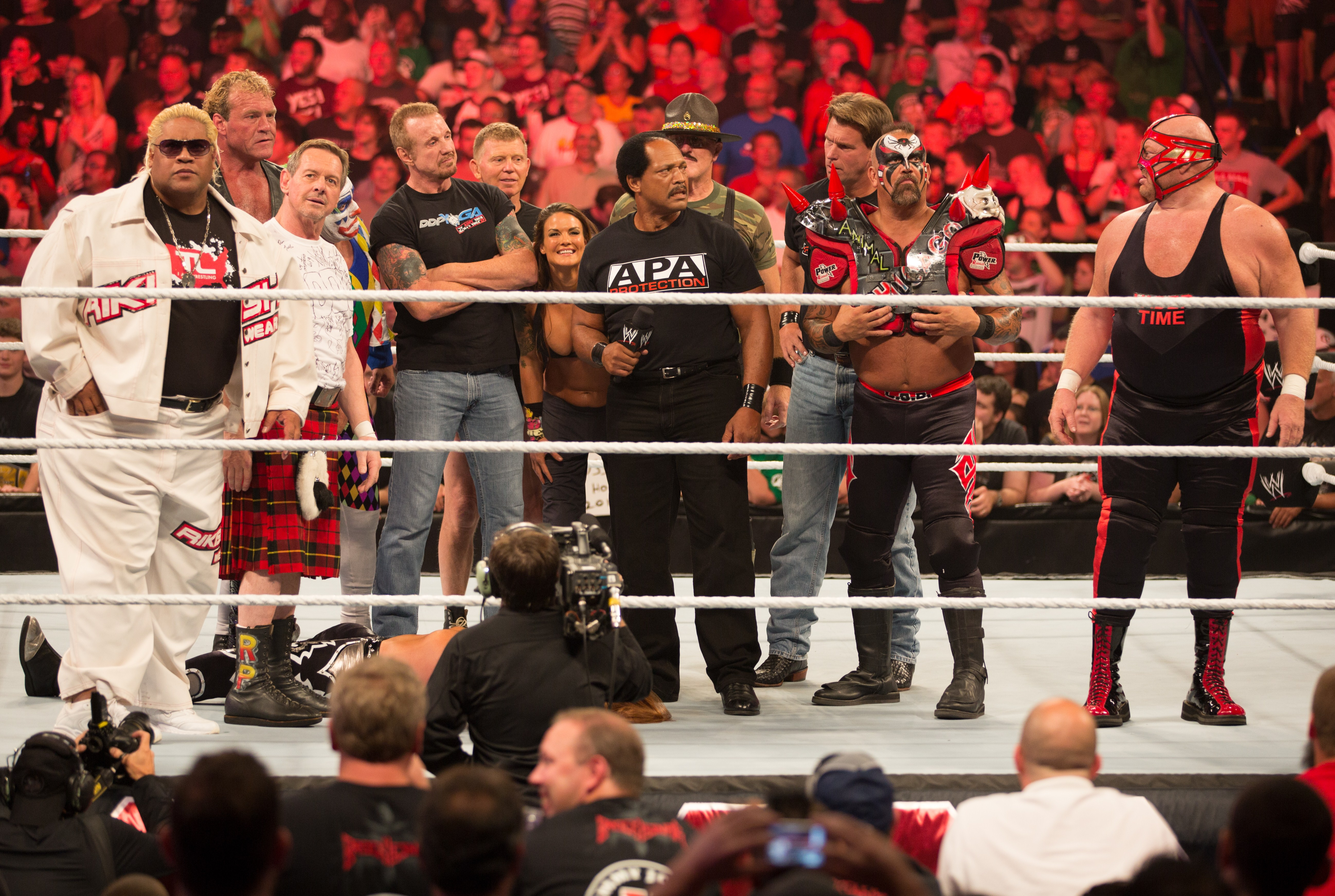
Powracające legendy WWE celebrujące nad pokonanym Slaterem na Raw 1000

11 czerwca 2012 na odcinku Raw, Slater zaczął występować w segmentach w ringu, gdzie wzywał do pojedynku "rzekome legendy" lub "byłych WWE Championów" do walk, które szybko przegrywał. Miało to na celu podbudować tysięczny odcinek Raw z 23 lipca 2012. Slater przegrał między innymi z Vaderem, Sycho Sidem, Diamond Dallas Pagem, Bobem Backlundem, Scotty 2 Hottym, Rikishim i Road Warrior Animalem. 23 lipca 2012 na tysięcznym odcinku Raw zażądał pojedynku bez dyskwalifikacji i wyliczeń pozaringowych, na który odpowiedziała Lita. Przed pojedynkiem zainterweniował tag-team APA, a pojedynek wygrała Lita; po walce celebrowali w ringu ze wszystkimi legendami, które pokonały wcześniej Slatera.

#### 3MB (2012–2014)

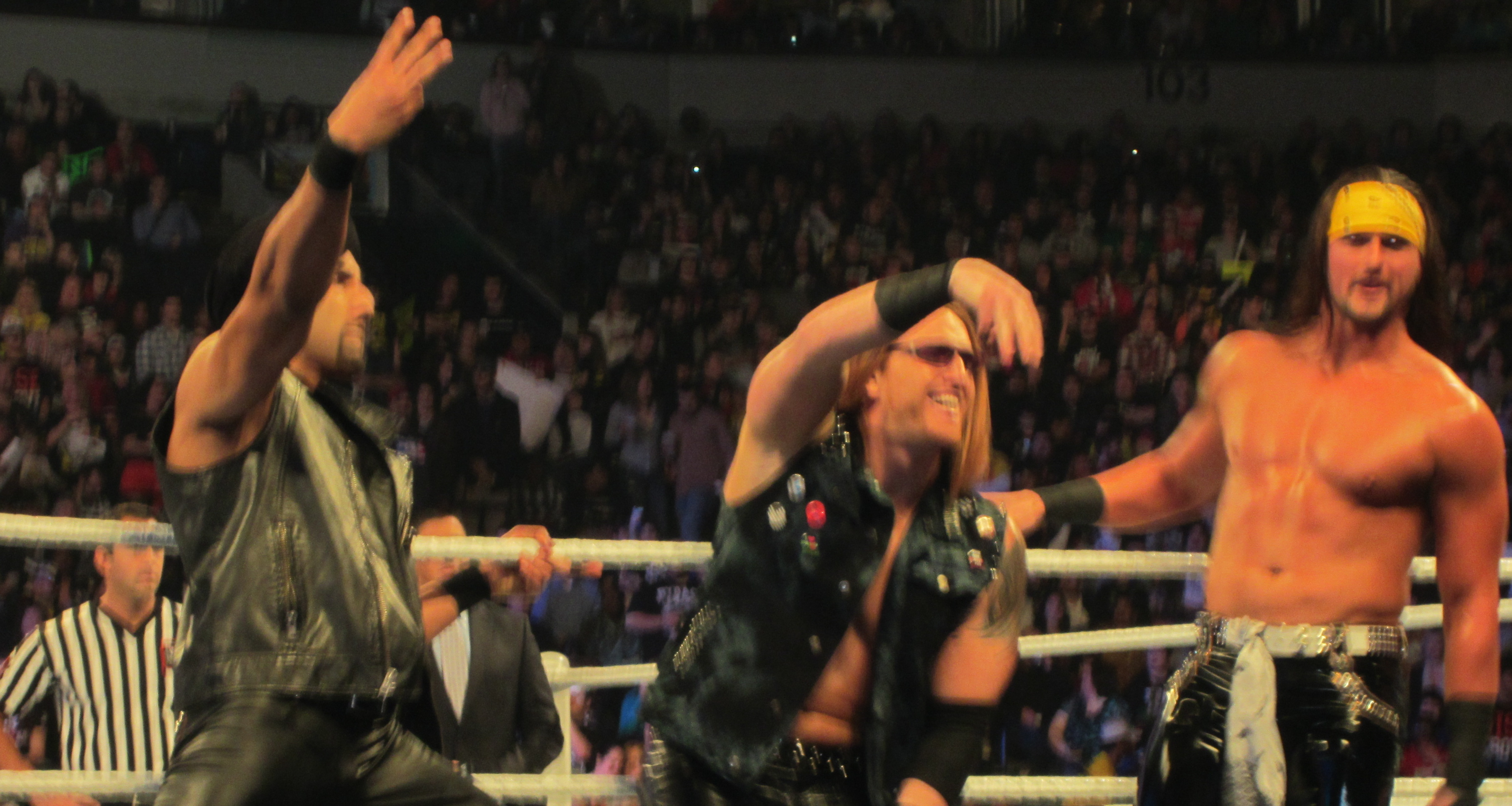
3MB (2013)

21 września 2012 na odcinku SmackDown, Drew McIntyre i Jinder Mahal zainterweniowali w walce Slatera z Brodusem Clayem. Trio połączyło siły i zaczęło występować jako Three Man Band (3MB). Na gali TLC: Tables, Ladders & Chairs przegrali z The Mizem, Alberto Del Rio i Brooklyn Brawlerem. Następnej nocy na Raw ponownie przegrali z Mizem, Del Rio i Tommym Dreamerem. Na dwudziestoleciu Raw z 14 stycznia 2013, 3MB wygrało "Over the Top Challenge" z Sheamusem. Slater i McIntyre reprezentowali 3MB w turnieju wyłaniającym inauguracyjnych posiadaczy NXT Tag Team Championship, lecz w pierwszej rundzie pokonali ich Neville i Oliver Grey. Slater wziął udział w 2013 Royal Rumble matchu jako dziesiąty uczestnik, aczkolwiek wyeliminował go John Cena. Przez resztę 2013 występowali jako jobberzy, którzy rzadko występowali w telewizji, głównie na tygodniówce Superstars.

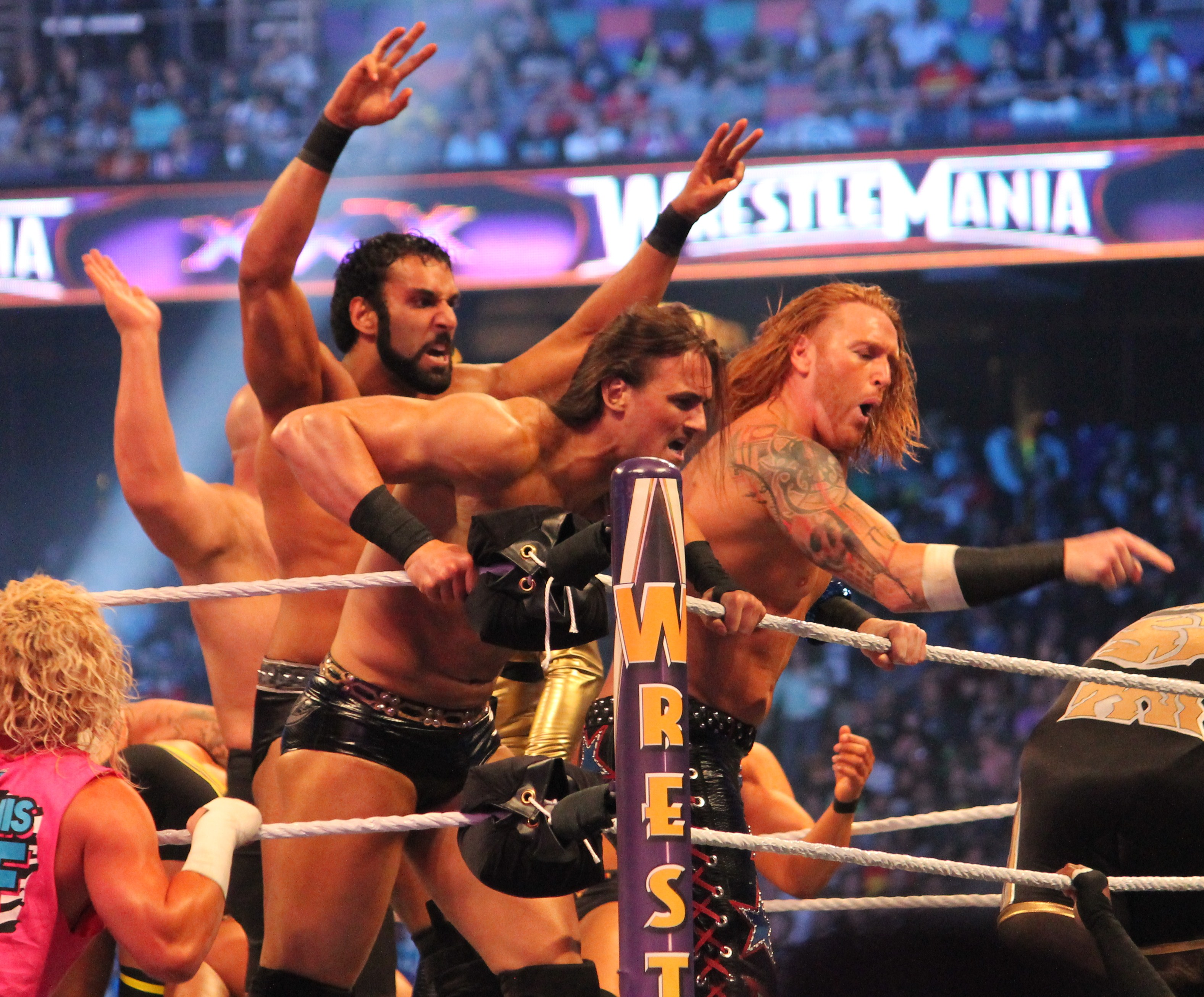
3MB (2014)

11 listopada 2013 na Raw emitowanym w Wielkiej Brytanii, 3MB pojawiło się wyjątkowo jako The Union Jacks, lecz pokonali ich Santino Marella i Los Matadores, zaś cztery dni później na SmackDown pokonali ich R-Truth i The Prime Time Players. Pod koniec 2013, Slater wziął wolne od występów w telewizji, po czym 6 stycznia 2014 na Raw powrócił i został pokonany przez Rikishiego i Too Cool. 4 kwietnia 2014 na Superstars zakończył pasmo porażek i odniósł zwycięstwo nad Kofim Kingstonem. Na WrestleManii XXX, 3MB wzięło udział w Andre The Giant Memorial Battle Royalu, gdzie wyeliminowali The Great Khaliego i Xaviera Woodsa, zaś trio zostało wyrzucone z ringu przez Marka Henry’ego. Po WrestleManii zaczęli krótką rywalizację z Los Matadores, gdzie do 3MB przyłączył się Hornswoggle i rywalizował z El Torito. 3MB wygrało swoją pierwszą walkę od grudnia 2012, kiedy to Slater i McIntyre pokonali Los Matadores na edycji Raw z 28 kwietnia. 12 czerwca, WWE zwolniło Mahala i Mcintyre’a.

#### Slater-Gator i Social Outcasts (2014–2016)

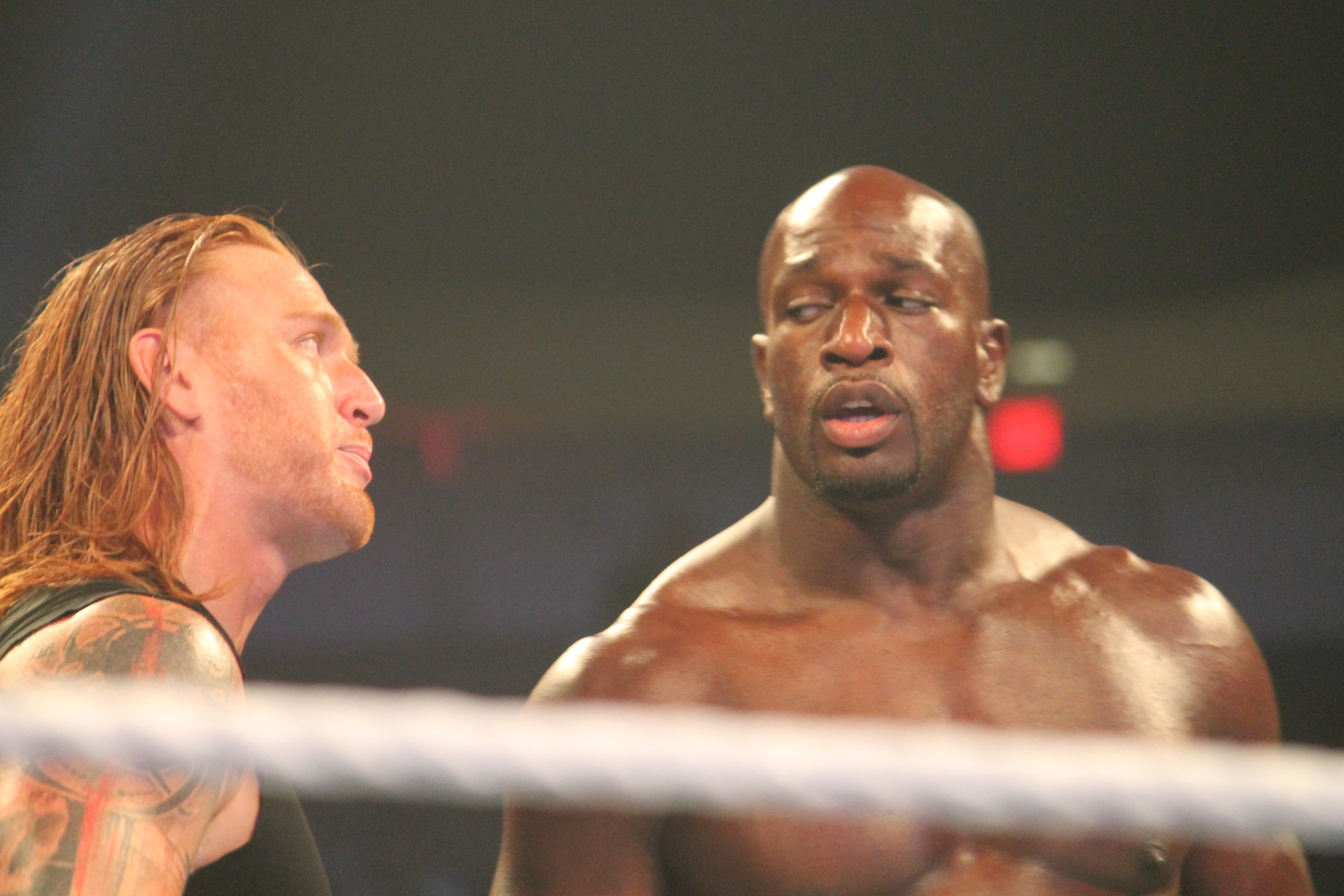
Slater-Gator (2014)

16 czerwca 2014 na odcinku Raw, Slater okazał cechy protagonisty, kiedy to przeciwstawił się anty-amerykańskim słowom Ruseva i Lany, jednakże został szybko pokonany przez Ruseva. 11 lipca na SmackDown wraz z Titusem O’Neilem przegrali z The Usos. Na gali Battleground wziął udział w Battle Royalu o zawieszony Intercontinental Championship, gdzie zdołał wyeliminować Cesaro, lecz szybko został wyeliminowany przez Sheamusa. Od 29 lipca podjął się współpracy z O’Neilem, którzy byli znani jako "Slater Gator" – na odcinku Main Event pokonali Tysona Kidda i Zacka Rydera. 4 sierpnia na odcinku tygodniówki Raw, Slater pokonał Setha Rollinsa po interwencji ze strony Deana Ambrose'a, zaś tydzień później pokonał Dolpha Zigglera przez wyliczenie pozaringowe. W międzyczasie, Slater Gator odnosiło zwycięstwa na tygodniówce Main Event nad Los Matadores i Gold i Stardustem. Na gali Survivor Series, Slater i Titus O’Neil przegrali z Adamem Rosem i maskotką królika. W grudniu poinformowano o możliwym aresztowaniu Slatera, lecz został oczyszczony z zarzutów 15 stycznia 2015.

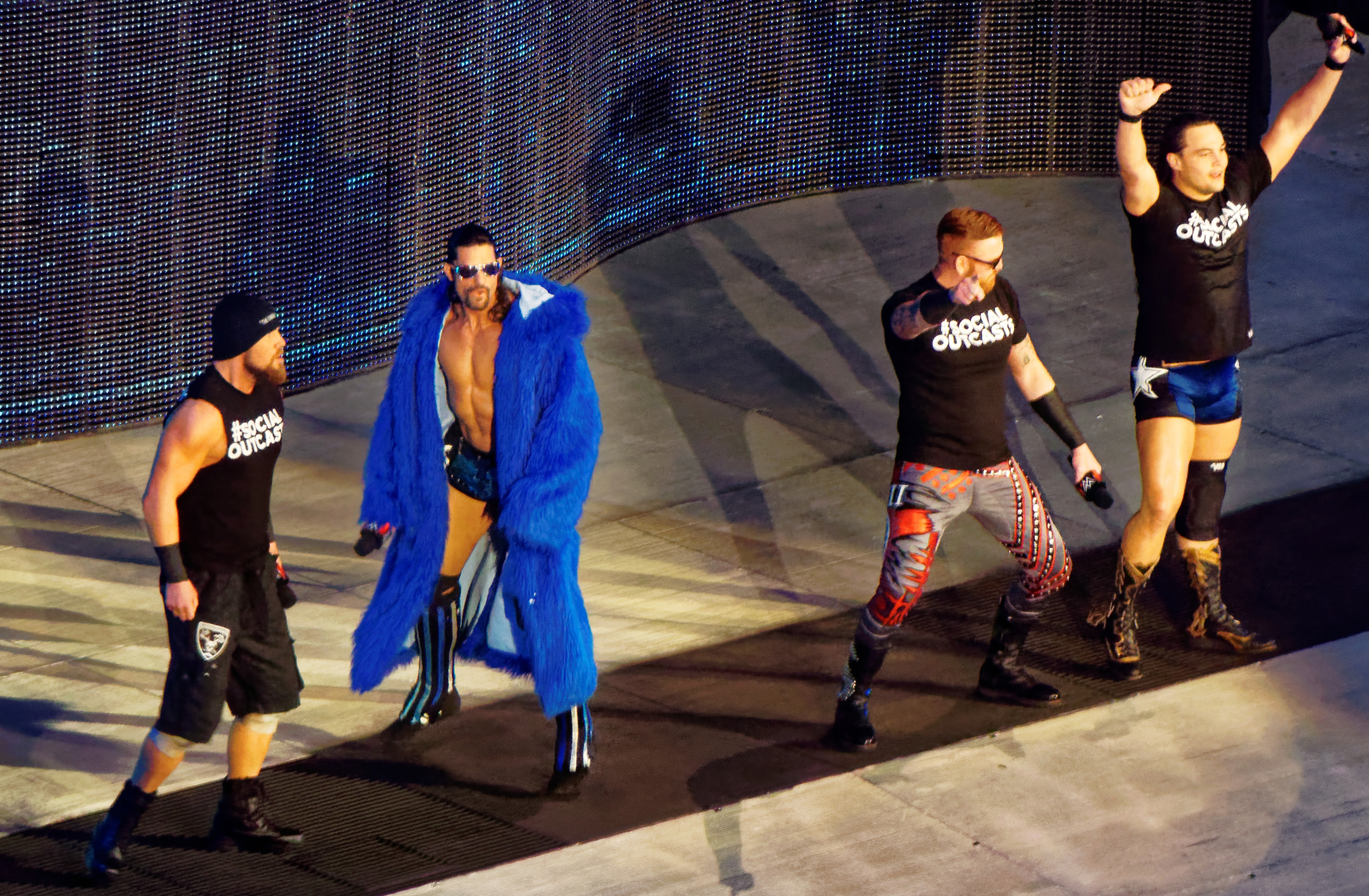
The Social Outcasts (2016)

16 lutego na odcinku Raw, O’Neil stał się protagonistą i zreformował drużynę Prime Time Players z Darrenem Youngiem, wskutek czego Slater skupił się na solowej karierze. Na WrestleManii 31 wziął udział w drugim Andre the Giant Memorial Battle Royalu, który wygrał Big Show. W 2015 występował głównie na tygodniówkach Superstars i Main Event, gdzie przegrywał głównie z Fandango, Neville’em, R-Truthem i Zackiem Ryderem. 4 stycznia 2016 na Raw, Slater utworzył nową grupę "The Social Outcasts", do której należeli również Curtis Axel, Adam Rose i Bo Dallas; tej samej nocy pokonał Dolpha Zigglera. Tydzień później grupa zawalczyła z The Wyatt Family, jednakże walka zakończyła się bez rezultatu po interwencji Rybacka. 14 stycznia, czwórka pokonała Goldusta, Damiena Sandowa, Jacka Swaggera i Zacka Rydera, zaś 15 lutego na Raw, Slater pokonał Rydera w singlowej walce. 3 kwietnia na WrestleManii 32 wziął udział w kolejnym Andre The Giant Memorial Battle Royalu; wygrał go Baron Corbin. W maju wziął przerwę od występów w telewizji, gdyż grupa przebywała na planie filmowym The Marine 5: Battleground. Powrócili 27 czerwca konfrontując się z Enzo Amore i Big Cassem.

#### SmackDown i współpraca z Rhyno (od 2016)
Wskutek przywrócenia podziału WWE na brandy i draftu, Slater był jedyną aktywną gwiazdą WWE nie przypisaną do Raw lub SmackDown. Slater pojawił się 26 lipca na odcinku SmackDown Live, gdzie podczas wypowiedzi w ringu zaatakował go powracający Rhyno. W następnym tygodniu na Raw, on i powracający Jinder Mahal zażądali kontraktów, lecz generalny menadżer Mick Foley zarządził walkę pomiędzy nimi o kontrakt, który wygrał Mahal. W kolejnych tygodniach przegrywał walki oraz występował w komicznych segmentach, w których był bliski podpisania kontraktu. Pomimo braku udziału w ringu, popularność Slatera rosła ze względu na jego wiarygodność w scenariuszu.

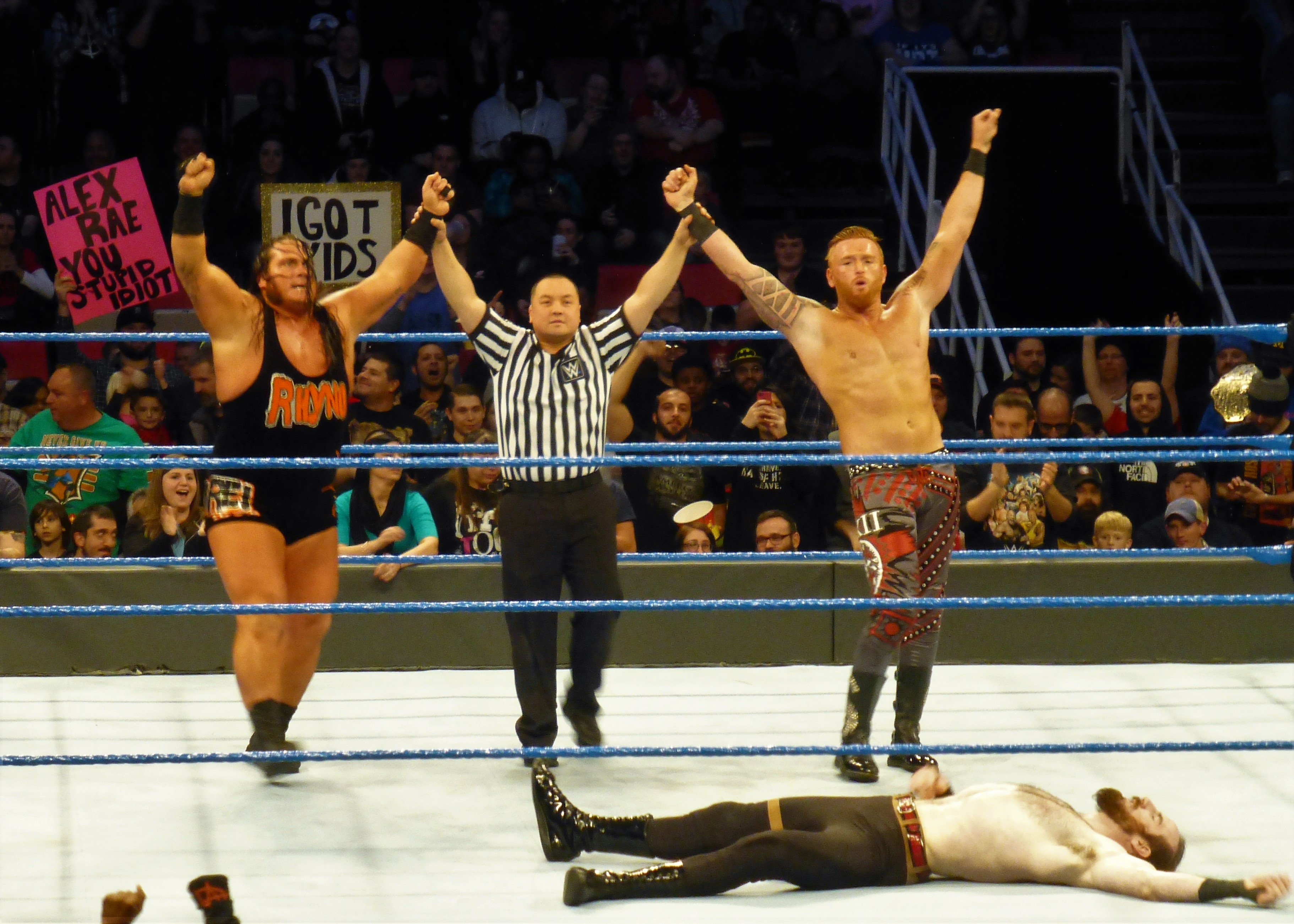
Heath Slater (po prawej) i Rhyno (po lewej) pozujący w ringu

23 sierpnia na odcinku SmackDown Live, generalny menadżer Daniel Bryan i komisarz Shane McMahon zaoferowali Slaterowi propozycję, iż jeśli zdoła zdobyć nowo-wprowadzane WWE SmackDown Tag Team Championship z partnerem jego wyboru, to zostanie z nim podpisany kontrakt na wyłączność brandu SmackDown. Slater i Rhyno stali się partnerami, wskutek czego Slater stał się protagonistą. Duo pokonało The Headbangers (Mosha i Thrashera) oraz The Hype Bros (Zacka Rydera i Mojo Rawleya) w kolejno pierwszej rundzie i półfinale. Zmierzyli się na gali Backlash z The Usos, których pokonali i stali się inauguracyjnymi posiadaczami SmackDown Tag Team Championship, zaś Slater stał się członkiem brandu SmackDown. Na gali No Mercy obronili tytuły w rewanżu z The Usos. Rhyno i Slater byli członkami tag-teamowej drużyny SmackDown na gali Survivor Series, lecz przegrali z drużyną Raw. Na gali TLC: Tables, Ladders & Chairs stracili tytuły na rzecz The Wyatt Family (Braya Wyatta i Randy’ego Ortona), zaś dwa dni później na SmackDown przegrali z nimi rewanż.

## Inne media
Miller był jedną z pierwszoplanowych osób The JBL and Renee Show, które emitowano od 2013 do 2015 na WWE.com, gdzie grał "Big" Clema Layfielda, scenariuszowego bratanka Johna "Bradshaw" Layfielda. Często pojawia się u boku Xaviera Woodsa na jego kanale YouTube, który gra w gry video wraz z innymi wrestlerami WWE. Miller jest prowadzącym programu internetowego programu WWE Game Night emitowanym na WWE.com.
Miller (jako Heath Slater) jest dostępną postacią w grach WWE '12, WWE '13, WWE 2K14, WWE 2K16, WWE 2K17, WWE 2K18 i WWE 2K19.

### Filmografia
| Film | Film                       | Film | Film       |
| Rok  | Tytuł                      | Rola | Reżyser    |
| ---- | -------------------------- | ---- | ---------- |
| 2017 | The Marine 5: Battleground | Cash | James Nunn |

| Internetowe show | Internetowe show            | Internetowe show           | Internetowe show |
| Lata             | Tytuł                       | Rola                       |                  |
| ---------------- | --------------------------- | -------------------------- | ---------------- |
| 2013             | The JBL and Cole Show       | On sam                     |                  |
| 2013–2015        | The JBL and Renee Show      | On sam/"Big" Clem Layfield |                  |
| 2016–2017        | WWE Game Night              | On sam (Mr. Miller)        |                  |
| 2017             | Southpaw Regional Wrestling | Pelvis Wesley              |                  |

## Życie prywatne
Miller jest żonaty i ma dwójkę dzieci. Obecnie mieszka w Tampie na Florydzie.

## Styl walki
- Finishery
  - Jako Heath Miller
    - Jumping neckbreaker[1] – federacje niezależne; używany jako zwykły ruch w WWE
    - Miller's Crossing (Hangman's neckbreaker)[70]

  - Jako Heath Slater
    - Belly-to-back facebuster[71] – 2012
    - E Minor[72] (Inverted DDT)[73] – 2011–2012
    - Jumping sleeper slam[74] – 2010–2012
    - Overdrive[75] – 2012
    - Slingshot corkscrew splash[76] – 2013–2014
    - Smash Hit (Spinning lifting DDT)[76][77] – od 2012
    - Snapmare driver[78] – 2012
    - Sweetness (Jumping Russian legsweep lub leaping reverse STO)[1][79][80] – 2010–2011
- Inne ruchy
  - Clothesline, czasem wykonywany na siedzącym przeciwniku lub po wybiciu się z lin[1]
  - Diving crossbody[1]
  - Flapjack[79]
  - High knee
  - Missile dropkick[1]
  - Schoolboy[1]
  - Scoop slam, czasem z dodaniem knee dropu[81]
  - Slingshot corkscrew plancha[82]
  - Spinning spinebuster[79]
  - Super scoop powerslam[83]
- Menadżerował
  - Shawna Osborne’a[84]
- Przydomki
  - "Handsome"[3]
  - "The Hottest Free Agent in Sports-Entertainment"
  - "The One Man (Southern Rock) B(r)and"[2]
  - "The Thriller"[85]
- Motywy muzyczne
  - "Just Close Your Eyes" ~ Story of the Year[86] (23 lutego 2010 – 25 maja 2010; używany podczas współpracy w NXT z Christianem)
  - "We Are One" ~ 12 Stones[87] (7 czerwca 2010 – 10 stycznia 2011; używany podczas pobytu w grupie The Nexus)
  - "End of Days" (różne wersje )[88] (14 stycznia 2011 – 10 czerwca 2011; używany podczas pobytu w grupie The Corre)
  - "Black or White" ~ Bleeding In Stereo[89] (czerwiec 2011; używany podczas współpracy z Justinem Gabrielem)
  - "One Man Band" ~ Jim Johnston[90] (18 sierpnia 2011 – 18 października 2012)
  - "More Than One Man" ~ Jim Johnston (od 25 października 2012)[91]
  - "Slater-Gator" ~ Jim Johnston (22 września 2014 – 12 lutego 2015; używany podczas współpracy z Titusem O’Neilem)[92]
  - "Outcast" ~ CFO$ (11 stycznia 2016 – 19 lipca 2016; używany podczas pobytu w grupie The Social Outcasts)

## Mistrzostwa i osiągnięcia
- Florida Championship Wrestling
  - FCW Florida Heavyweight Championship (1 raz)[9]
  - FCW Southern Heavyweight Championship (1 raz)[6]
  - FCW Florida Tag Team Championship (1 raz) – z Joe Hennigiem[9]
- Georgia Championship Wrestling
  - NWA/GCW Columbus Heavyweight Championship (1 raz)[1]
- Pro Wrestling Illustrated
  - Feud roku (2010) (The Nexus vs. WWE)[93]
  - Najbardziej znienawidzony zawodnik roku (2010) (grupa The Nexus)[94]
  - PWI umieściło go na 66. miejscu top 500 wrestlerów w rankingu PWI 500 w 2011[95]
- World Wrestling Entertainment/WWE
  - WWE Tag Team Championship (3 razy) – z Justinem Gabrielem[20][31][33]
  - WWE SmackDown Tag Team Championship (1 raz, inauguracyjny) – z Rhyno
  - Slammy Award (1 raz)
    - Shocker of the Year (2010) (Debiut grupy The Nexus)[96]